# Вертелецкий, Пётр Михайлович
Пётр Михайлович Вертелецкий (1923 — 1945) — сержант Рабоче-крестьянской Красной Армии, участник Великой Отечественной войны, Герой Советского Союза (1945).

## Биография
Родился в 1923 году в селе Овидиополь (ныне — посёлок в Одесской области Украины) в крестьянской семье, украинец. Окончил шесть классов школы, после чего работал в колхозе. В 1940 году поступил на учёбу в школу фабрично-заводского ученичества при заводе имени Октябрьской Революции в Одессе, но из-за начала Великой Отечественной войны не доучился.
Остался на оккупированной территории. После освобождения Одессы в апреле 1944 года был призван на службу в Рабоче-крестьянскую Красную Армию Овидиопольским районным военным комиссариатом, тогда же попал в действующую армию. Первоначально был пулемётчиком, затем вторым номером пулемётного расчёта. К январю 1945 года гвардии сержант П, М. Вертелецкий воевал в 1-й пулемётной роте 140-го гвардейского стрелкового полка 47-й гвардейской стрелковой дивизии 8-й гвардейской армии 1-го Белорусского фронта. Отличился во время освобождения Польши.
Участвовал в Висло-Одерской операции. Участвовал в боях на мангушевском плацдарме в составе пулемётного расчёта. 31 января отличился в боях за город Шверин (ныне город Сквежина (Польша)). Его пулемётный расчёт продвинулся на сто метров вперёд от позиций стрелкового батальона 140-го полка и плотным огнём подавил пять огневых точек противника, уничтожив 18 немецких солдат и офицеров, благодаря чему батальон смог выполнить поставленную перед ним задачу. Однако наступление было отбито немцами и бойцам РККА пришлось отступать, пулемётный расчёт прикрывал их отход, в результате чего пять человек оказались в окружении, боеприпасы для пулемёта закончились. Неожиданно атаковав, вооружённые автоматами и гранатами красноармейцы смогли отбить немецкую атаку и продержаться до прихода поддержки. Благодаря действиям пулемётчиков был уничтожен 51 немецкий солдат и ещё 34 во главе с офицером сдались в плен. За этот подвиг 24 марта 1945 года Петра Вертелецкого и его первого номера Ивана Усенко отметили званием Героя Советского Союза.
3 февраля 1945 года погиб при взрыве немецкой мины на плацдарме, захваченном частями дивизии на западном берегу реки Одер в районе населённого пункта Ной-Маншнов. Первоначально был похоронен в селе Жабице в 8 километрах к юго-востоку от Кюстрина, позднее перезахоронен на воинском кладбище города Гожув-Велькопольский.
Указом Президиума Верховного Совета СССР от 24 марта 1945 года за «мужество и героизм, проявленные в борьбе с немецкими захватчиками» сержант Пётр Михайлович Вертелецкий посмертно был удостоен звания Героя Советского Союза. Также был награждён тремя медалями «За отвагу».

## Память
В честь Вертелецкого названы улица и школа (впоследствии школа переименована в честь Т. Г. Шевченко) в Овидиополе. Бюсты ему установлены на центральной площади Овидиополя и во дворе ПТУ № 14 в Одессе. В церемонии открытия бюста приняли участие родители героя Михаил Тимофеевич и Анастасия Петровна, а также учащиеся 19 ПТУ Одессы.